# Happy粉
Happy粉（英語：Happy powder）是一種新型的毒品，最早見於2013年。主要成份為氯胺酮及簡稱PMMA的对甲氧基甲基安非他命，混有水果味，一般用於在約會時迷姦受害者。由於這些毒品的乾燥形態如同砂糖，所以受害者難以察覺。服食後身體會出現興奮、心跳加速、全身發熱等情況，類似「迷姦水」作用；一旦服食過量，有機會對心率、脈搏造成影響，嚴重可令心臟停頓，危及性命。